# Samsung Galaxy A8 (2015)
Samsung Galaxy A8 — фаблет на базе Android, выпущенный компанией Samsung Electronics.  Он был представлен 15 июля 2015 года.

## Спецификации
Galaxy A8 тоньше предыдущих моделей серии A, его толщина составляет 5,9 миллиметра (0,23 ″). Дисплей защищен стеклом Gorilla Glass. 4.
Другие характеристики включают 5,7-дюймовый 1080p (1080x1920) Super AMOLED дисплей, сенсорный датчик отпечатков пальцев, встроенный в кнопку "домой", 16 МП тыльную камеру и 5 МП фронтальную камеру.
Он работает на базе Exynos 5430, Exynos 5433 или Snapdragon. 615. Все эти SoCs являются восьмиядерными процессорами и поддерживаются 2 GB. RAM и 32 ГБ внутренней памяти. Имеется гибридный слот для SIM-карт, который также может использоваться как слот для карт microSD. Он оснащен несъемным аккумулятором емкостью 3050 мАч.
Он поставляется с Android 5.1.1 Lollipop.
Японский вариант KDDI включает функции Oneseg и полное Seg TV, в то время как корейский вариант SK Telecom имеет функцию T-DMB.